# Riserva naturale Agromonte Spacciaboschi
La riserva naturale Agromonte Spacciaboschi è un'area naturale protetta della regione Basilicata istituita nel 1972. La riserva si trova nel comune di Filiano ed occupa una superficie di 51 ettari nella provincia di Potenza.

## Fauna
Nella riserva sono presenti il lupo appenninico e numerose specie di uccelli rapaci.

## Flora
La flora del sottobosco è costituita da pungitopo, daphne laureola, agrifoglio, acero napoletano, acero minore, acero campestre, biancospino, rovo, pero selvatico,  carpino bianco, carpino orientale,  corniolo, boschi di roverella, farnetto, rovere meridionale, cerro, tiglio.

## Punti di interesse
All'interno del parco si incontrano i ruderi di una torre e di una chiesa bizantina. A tratti sono visibili resti di mura perimetrali.